# 聚合钻石纳米棒
聚合钻石纳米棒（英語：Aggregated diamond nanorods，又称钻石纳米棒聚合体，简称ADNR），是一种纳米级晶型钻石，又称纳米钻石（nanodiamond）或超钻石（hyperdiamond）。聚合钻石纳米棒是于2003年由石墨的压缩制得的，也就是那次发现它比一般的钻石要硬得多，这使得它成为已知最硬的材料。后来，富勒烯的压缩也制得了这种物质，并证实这是已知最硬和最难压缩的材料，等温体积弹性模量为491GPa，而一般钻石的模量为442–446 GPa；这些数据是从X射线衍射数据中得出的，并说明聚合钻石纳米棒的密度比普通钻石高0.3%。同一个研究小组后来说：“聚合钻石纳米棒的硬度和杨氏模量与天然钻石相当，但具有更优的耐磨性。” 

## 硬度
纯钻石的<111>晶面（垂直于立方体对角线的平面）用纳米钻石刻划测试时的硬度为167±6 GPa，而纳米钻石样品本身用纳米钻石刻划测试时硬度达到了310GPa。然而，这种测试只在刻划工具比测试样品更硬时才能得出正确结果。也就是说，纳米钻石的真实硬度可能略小于310 GPa。

## 制备

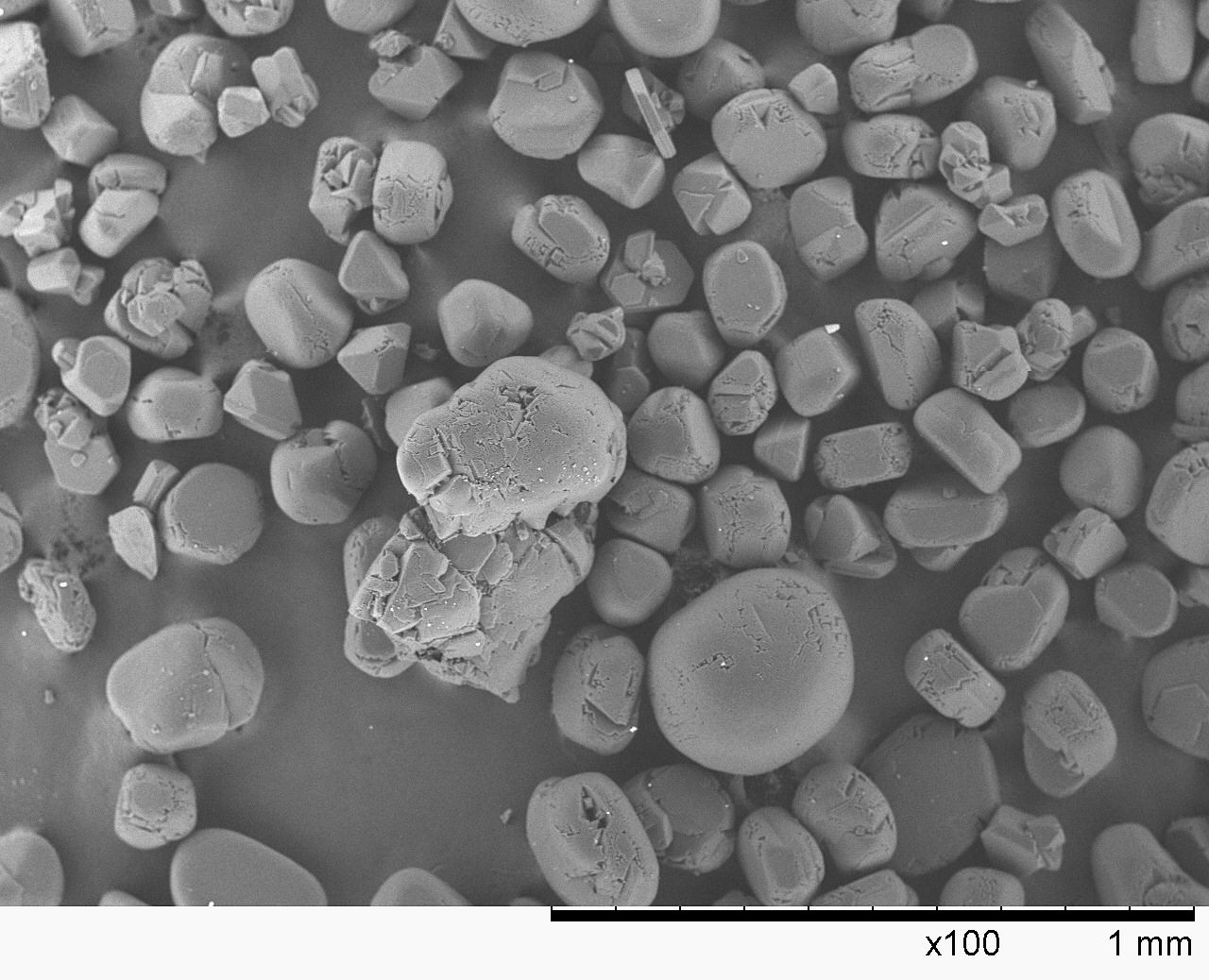
富勒体粉末（扫描电子显微镜所摄）

聚合钻石纳米棒可由压缩富勒体（英語：fullerite，富勒烯的一种固态形式）粉末制得，与上文所述方法有些类似。一种方法使用了金刚石压腔，在不加热的情况下对其施加大约37GPa的压力。另一种方法是，将富勒体先用较小的压力（2–20GPa）压缩，然后加热到300–2500 K的温度。聚合钻石纳米棒的超高硬度可能在上世纪90年代就有研究者报道。这种材料是一系列相互连接的钻石纳米棒所构成，各纳米棒直径为5至20纳米，长度大约为1微米。